# John Dering Nettleton
John Dering Nettleton (Nongoma, 28 giugno 1917 – Golfo di Biscaglia, 13 luglio 1943) è stato un militare e aviatore sudafricano, decorato con la Victoria Cross alla memoria nel corso della seconda guerra mondiale, e due volte citato nei dispacci, una il 24 settembre 1941 e una il 28 aprile 1942.

## Biografia

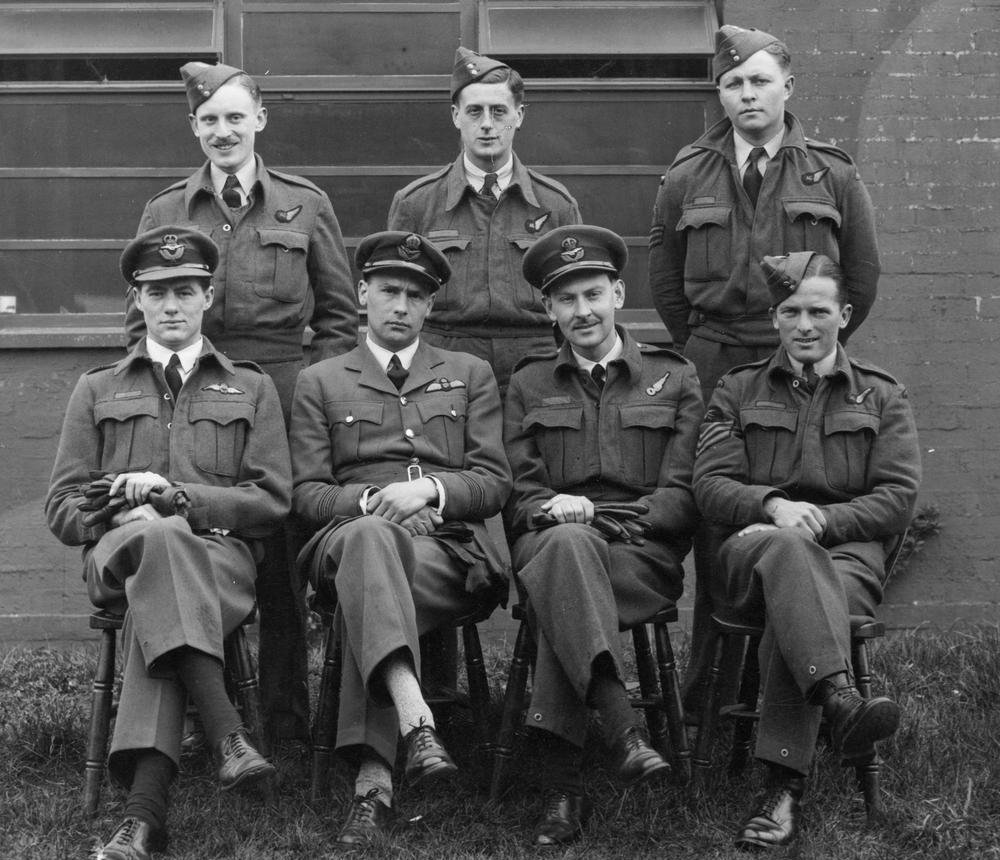
L'equipaggio del velivolo di Nettleton che partecipò al bombardamento di Augsburg in una foto del 18 aprile 1942.

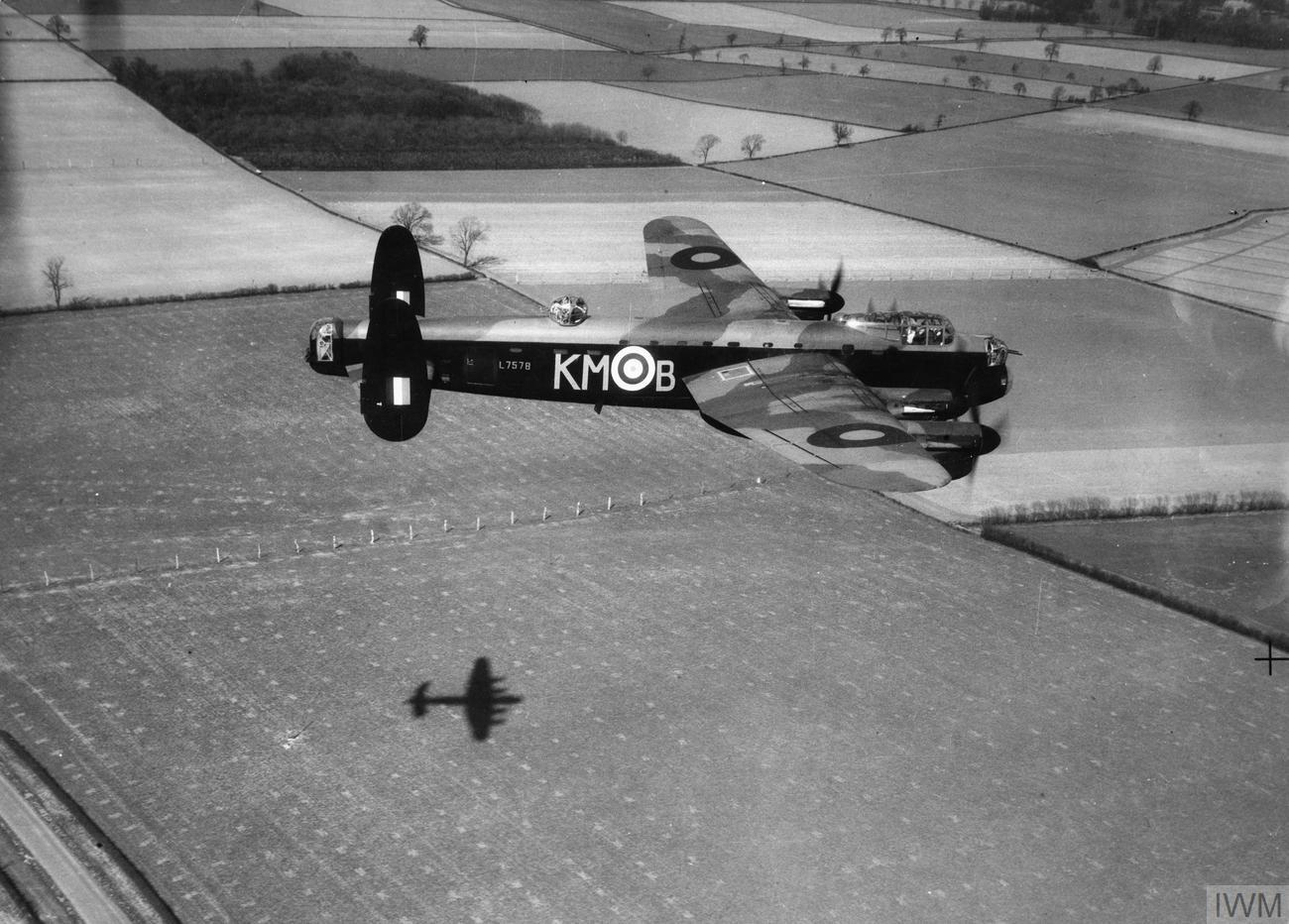
Il Lancaster del comandante Nettleton in volo sulla campagna inglese.

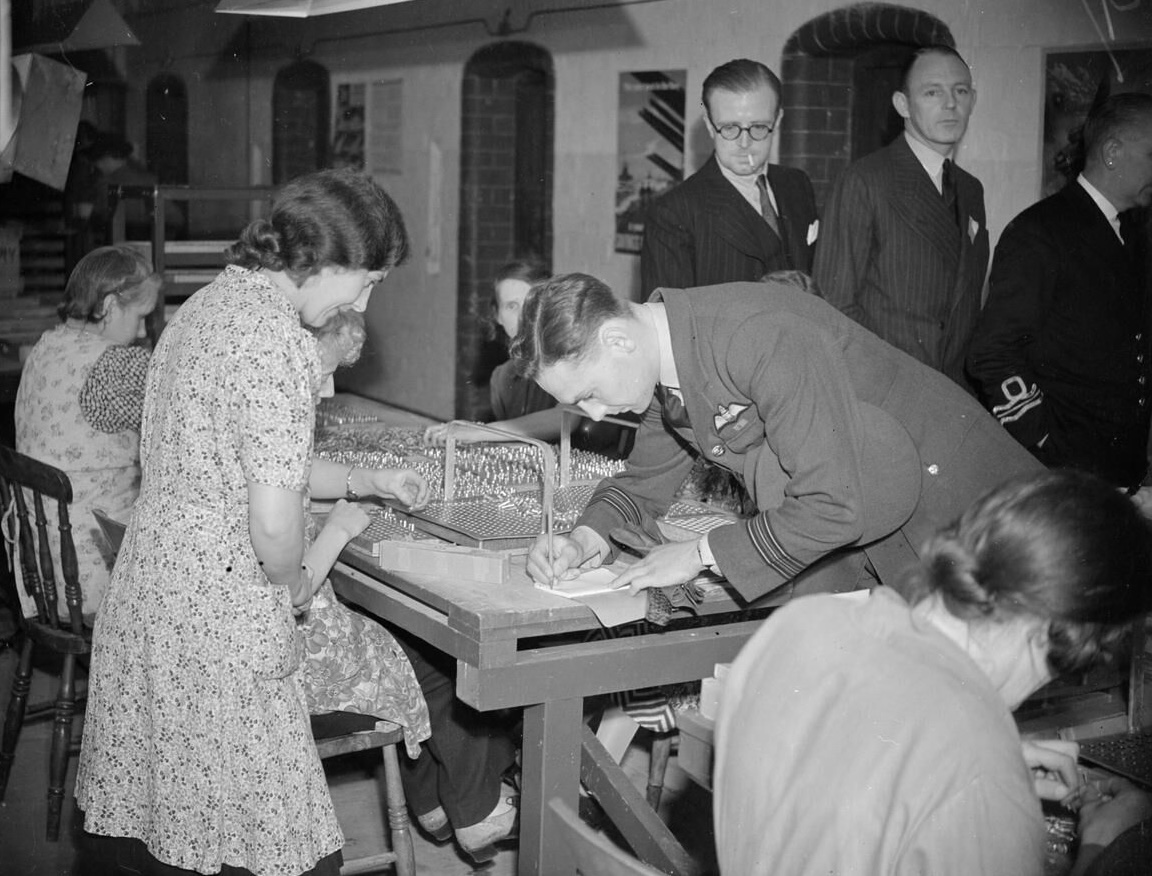
Lo Squadron Leader J.D. Nettleton VC mentre firma degli autografi in una fabbrica di munizioni a Ruthin, nel Galles del nord.

Nacque a Nongoma, in provincia del Natal, il 28 giugno 1917, figlio John Hennah e della signora Ethel Maud Barker, ed era nipote dell'ammiraglio A.T.D. Nettleton. Frequentò il South Africa College School (SACS), e quindi la Western Province Preparatory School di Città del Capo dal 1928 al 1930, dove fu capitano della prima squadra di cricket e di quella di rugby, ed è ricordato anche perché non tollerava il bullismo. Deciso ad intraprendere la carriera militare nella Royal Navy dopo aver lasciato la scuola, sostenne l'esame di ammissione al Royal Naval College di Dartmouth, ma non fu accettato.  Entrò allora come cadetto sulla nave scuola General Botha, e conseguito il diploma tre anni dopo divenne 3º Ufficiale sulla nave mercantile Mattawin della Elder Dempster Canada-Sud Africa Line. Dopo circa 18 mesi di esperienza nella marina mercantile ritornò a Città del Capo dove divenne apprendista ingegnere civile presso il consiglio comunale della città.
Nel 1938 andò in vacanza in Gran Bretagna e il 6 ottobre si arruolò nella Royal Air Force, frequentando come allievo pilota dapprima il No.8E e poi la Royal Flight Training School (RFTS) di Reading. Accettato in servizio con ferma breve il 14 dicembre successivo, in quello stesso giorno fu assegnato al No.12 FTS di Grantham, e due settimane dopo fu trasferito al No.11 FTS sulla RAF Shawbury. Conseguito il brevetto di pilota il 22 luglio 1939, il suo primo incarico fu al No.207 Squadron di Cottesmore, trasferito poi al No.98 Squadron di Hucknall il 30 settembre, e alla fine del mese di novembre al No.185 Squadron di Cottesmore. 
Il No.185 Squadron svolgeva attività di conversione operativa per i piloti destinati ai bombardieri Handley Page Hampden, e vi rimase come istruttore fino al 26 giugno 1941, data in cui fu assegnato al No.44 Squadron allora equipaggiato con gli Hampden. Fu promosso ufficiale di volo nel luglio 1940.  Il 24 luglio 1941 partecipò all'attacco sul porto di Brest contro gli incrociatori da battaglia Scharnhorst e Gneisenau, e il 3 settembre dello stesso anno fu promosso tenente di volo.
Il No. 44 Squadron di stanza sulla base RAF Waddington, nel Lincolnshire, effettuò la conversione sui nuovi quadrimotori Avro Lancaster  verso la fine del 1941. Con l'introduzione del nuovo aereo all'inizio del 1942 il Bomber Command considerò l'idea di effettuare bombardamenti diurni di precisione. Dato l'andamento della guerra sottomarina tedesca contro il naviglio mercantile inglese bersaglio primario venne considerata la fabbrica di motori diesel MAN di Augsburg, in Baviera, dove si realizzavano i propulsori per gli U-Boat. Per tale missione furono predisposti un totale di 12 aerei, sei del No.44 Squadron e sei del No.97 Squadron di stanza a RAF Woodhall Spa. Ogni squadron avrebbe predisposto un aereo di rimpiazzo con equipaggio debitamente addestrato. Il volo sarebbe avvenuto a bassa quota, al fine di evitare il rilevamento dei radar, penetrando in profondità nel territorio tedesco con un volo di andata e ritorno di circa 2.000 km.
Per il comando delle missioni e degli aerei del No.44 Squadron fu scelto lui, mentre lo squadron leader J.S. Sherwood avrebbe guidato i sei aerei del No.97 Squadron. Gli aerei, ognuno con a bordo quattro bombe da 450 kg e 9.700 litri di carburante, decollarono alle 15:12 del 17 aprile, attraversando a bassa quota il canale della Manica fino a Dives-sur-Mer. La rotta prevista dagli aerei doveva portarli ad attraversare il fiume Reno presso Ludwigshafen, procedere fino alla punta nord del lago Ammersee e li eseguire la virata che gli avrebbe condotti su Augsburg. Durante la fase di avvicinamento al bersaglio i velivoli avrebbero volato in formazioni di tre, distanziate di 5 km una dall'altra, e arrivati sull'obiettivo a bassa quota sganciato le proprie bombe dotate di spolette a scoppio ritardato di 11 secondi per consentire ai bombardieri di allontanarsi il più possibile e a quelli in arrivo di colpire dopo la loro esplosione.
Gli aerei del No.44 Squadron, che decollati prima avevano distanziato quelli del No.97 prendendo una direzione più a nord, sorvolando innavvertitamente il campo d'aviazione di Beaumont-le-Roger, dove erano stanziati dei velivoli da caccia dello Jagdgeschwader 2 "Richthofen". Alcuni caccia dello Stab/JG2 e della II/JG.2 stavano rientrando alla base, ma quando i loro piloti videro i bombardieri fecero rientrare i carrelli d'atterraggio e si lanciarono all'inseguimento. Il comandante dello JG 2, maggiore Walter Oesau era a terra e salì subito a bordo del suo Messerschmitt Bf 109F decollando precipitosamente insieme a uno dei suoi gregari. Nel corso del combattimento vennero abbattuti quattro dei sei Lancaster, quelli del W/O Beckett, dello F/L Sandford, del W/O Crum, e del W/O Rhodes. Oseau abbatte l'aereo del W/O Rhodes, e in quanto escluso dai voli dovette giustificare ai suoi superiori la sua 101 vittoria con la motivazione che stava facendo un volo di prova e trovatosi in mezzo all'azione aveva abbattuto l'aereo nemico per autodifesa. I due rimanenti velivoli, seppure danneggiati, proseguirono nella missione per altri 800 km, sorvolando la zona montagnosa della Germania del sud a bassa quota, e raggiungendo Augsburg dove incontrarono un pesante fuoco contraereo. I due velivoli sganciarono con precisione le bombe sul bersaglio mettendosi subito su una rotta si scampo. In quel frangente l'aereo del F/O Garwell fu abbattuto, colpito da una granata antiaerea, e il velivolo dovette atterrare in emergenza sfasciandosi al suolo. Leggermente meglio andò ai velivoli del No.97 Squadron che giunsero praticamente indisturbati sul bersaglio sganciando regolarmente le bombe, ma perdendo a causa del fuoco contraereo l'aereo del comandante J.S Sherwood e quello del W/O Mycock.
Pur gravemente colpito il suo aereo, che volava con tre motori, riuscì a rientrare in Gran Bretagna, toccando terra vicino a Blackpool. Il 24 aprile 1942 egli venne insignito della Victoria Cross, la più alta onorificenza militare inglese, e fu quindi inviato in un tour di sei settimane negli Stati Uniti d'America, dove tenne conferenze e ispezionò i complessi industriali americani, ritornando a Waddington nel mese di giugno.  Il 1º luglio sposò l'ufficiale di sezione Betty Havelock, di stanza sulla WAAF a Lincoln, e fu quindi trasferito "internamente" alla No 44 Conversion Flight a Waddington.  Nel novembre 1942 fu distaccato presso la No.1661 Heavy Conversion Unit, e il 4 gennaio 1943 fu promosso Wing Commander, assumendo nel contempo il comando del 44 Squadron e rientrando in servizio operativo.
Nella notte tra il 12 e il 13 luglio 1943 il Bomber Command eseguì una missione su Torino, effettuata da 295 Avro Lancaster che sganciano 763 tonnellate di bombe (478 tonnellate di bombe esplosive, tra cui otto blockbusters da ottomila libbre e 203 da quattromila e 285 tonnellate di bombe incendiarie) al fine di costringere il governo fascista del Regno d'Italia a uscire dalla guerra. Decollato alle 22:23 dalla base RAF Dunholme Lodge con il Lancaster KM-Z (ED331) insieme ad altri 13 aerei del suo reparto egli portò a termine la missione, e durante il volo di rientro, mentre sorvolava il golfo di Biscaglia il suo aereo venne intercettato alle 6:30 del mattino da alcuni caccia nemici decollati da un aeroporto a sud di Brest ed abbattuto. Degli aerei che sorvolavano il golfo di Biscaglia quella mattina tre vennero visti mentre venivano abbattuti, mentre di altri sei non si seppe mai più nulla. I loro corpi non sono mai stati recuperati, e sono tutti commemorati nel Memoriale di Runnymede. La sua morte fu annunciata ufficialmente solo il 23 febbraio 1944, quattro giorni dopo (19 febbraio) la nascita di suo figlio, John Dering.
Dopo la fine della guerra il governo della Rhodesia del Sud gli ha intitolato una nuova scuola, la Nettleton Junior School, a Braeside, vicino a Salisbury.

### Annotazioni
1. ↑  Tale squadron era conosciuto anche come "Rhodesia" Squadron in quanto molto del personale proveniva da quella nazione.

### Fonti
1. 1 2 3 4 5 6 7 8 9 10 11 12 13 14  VConline.
2. 1 2  Tracesofwar.
3. 1 2  Evans 2020, p. 36.
4. 1 2  Wpps Centenary.
5. 1 2 3 4  Samilitaryhistory.
6. 1 2  Delve 1999, p. 22.
7. 1 2 3  Galbiati 2014, p. 45.
8. 1 2 3 4  Galbiati 2014, p. 46.
9. ↑  Galbiati 2014, p. 47.
10. 1 2 3 4 5  Galbiati 2014, p. 48.
11. ↑  Galbiati 2014, p. 49.
12. 1 2  Galbiati 2014, p. 51.
13. 1 2  Galbiati 2014, p. 52.
14. 1 2 3  Galbiati 2014, p. 53.
15. 1 2  Delve 1999, p. 23.